# オースティン・ペンドルトン
オースティン・ペンドルトン（Austin Pendleton、1940年3月27日 - ）は、アメリカ合衆国の俳優。

## 出演作品
- ゲーム・チェンジ 大統領選を駆け抜けた女
- PERSON of INTEREST 犯罪予知ユニット シーズン1
- ウォール・ストリート
- ニューヨーク1973/LIFE ON MARS
- ダーティ・ワーク
- ベティ・ペイジ
- LAW & ORDER:犯罪心理捜査班 シーズン4
- 強制尋問
- LAW & ORDER:性犯罪特捜班 シーズン5
- アップタウン・ガールズ（マッコンリー）
- ファインディング・ニモ（ガーグル）
- ルール3
- ビューティフル・マインド（トーマス・キング）
- ホミサイド／ザ・ムービー
- ファストフード・ファストウーマン
- ザ・ホワイトハウス
- 4thフロアー
- ホミサイド／殺人捜査課 第6シーズン
- Mr.ダマー2 1/2
- スティーブ・マーティンのSGT.ビルコ/史上最狂のギャンブル大作戦
- 2 days トゥー・デイズ
- チャンス!
- 遺産相続は命がけ!?
- 不機嫌な赤いバラ
- いとこのビニー
- トラブルボックス/恋とスパイと大作戦
- 悲しき酒場のバラード
- ハロー・アゲイン
- オフビート
- ショート・サーキット
- 特捜刑事マイアミ・バイス シーズン2
- 狙われた二人
- マペットの夢みるハリウッド
- 結婚ゲーム
- おかしなおかしな大泥棒
- おかしなおかしな大追跡